# Bert Karlsson
Bert Willis Karlsson, også kendt som Skara-Bert, (født 21. juni 1945 i Mariestad) er en svensk entreprenør og kulturpersonlighed samt tidligere politiker og tidligere ejer af et pladeselskab. 
Karlsson grundlagde det bureaukratifjendtlige og indvandringsskeptiske parti Ny Demokrati, som kom ind i Riksdagen i 1991 med Karlsson og 24 andre rigsdagsmedlemmer.

## Partiet Ny Demokrati
Partiet Ny Demokrati startede som en spøg. I 1990 udtalte Karlsson til damebladet Hänt i Veckan, at erhvervsmanden Ian Wachtmeister (1932–2017) burde være statsminister.
Den 25. november 1990 havde Karlsson og Wachtmeister en fælles artikel i Dagens Nyheter, hvor de præsenterede et partiprogram.
Partiet Ny Demokrati blev stiftet den 4. februar 1991, og Bert Karlsson blev partiets første formand.
Efter riksdagsvalget den 15. september 1991 blev posten som partiets formand overtaget af Ian Wachtmeister.
Bert Karlsson kom i Riksdagen ved valget i 1991. Ved valget i 1994 mistede Karlsson og de andre repræsentanter fra Ny Demokrati deres pladser i Riksdagen.